# Zé Rafael
José Rafael Vivian, meglio noto come Zé Rafael (Ponta Grossa, 16 giugno 1993), è un calciatore brasiliano, centrocampista del Santos.

## Caratteristiche tecniche
È un trequartista.

## Carriera
Cresciuto nelle giovanili del Coritiba, ha esordito in prima squadra il 29 aprile 2012 in occasione del match del Campionato Paranaense vinto 3-1 contro la Roma Apucarana.

## Statistiche

### Presenze e reti nei club
Statistiche aggiornate al 5 maggio 2018.
| Stagione        | Squadra         | Campionato      | Campionato | Campionato | Coppe nazionali | Coppe nazionali | Coppe nazionali | Coppe continentali | Coppe continentali | Coppe continentali | Altre coppe | Altre coppe | Altre coppe | Totale | Totale | Totale |
| Stagione        | Squadra         | Comp            | Pres       | Reti       | Comp            | Pres            | Reti            | Comp               | Pres               | Reti               | Comp        | Pres        | Reti        | Pres   | Reti   |        |
| --------------- | --------------- | --------------- | ---------- | ---------- | --------------- | --------------- | --------------- | ------------------ | ------------------ | ------------------ | ----------- | ----------- | ----------- | ------ | ------ | ------ |
| 2012            | Coritiba        | A1/PR+A         | 1+0        | 0          | CB              | 0               | 0               |                    | -                  | -                  |             | -           | -           | 1      | 0      |        |
| 2013            | Coritiba        | A1/PR+A         | 7+5        | 0          | CB              | 2               | 0               | CS                 | 2                  | 0                  |             | -           | -           | 16     | 0      |        |
| 2014            | Coritiba        | A1/PR+A         | 5+3        | 0          | CB              | 0               | 0               |                    | -                  | -                  |             | -           | -           | 8      | 0      |        |
| 2014            | Novo Hamburgo   | PD/RS           | 6          | 3          | CB              | 4               | 0               |                    | -                  | -                  |             | -           | -           | 10     | 3      |        |
| 2015            | Coritiba        | A1/PR+A         | 1+0        | 0          | CB              | 0               | 0               |                    | -                  | -                  | PL          | 0           | 0           | 1      | 0      |        |
| Totale Coritiba | Totale Coritiba | Totale Coritiba | 22         | 0          |                 | 2               | 0               |                    | 2                  | 0                  |             | -           | -           | 26     | 0      |        |
| 2015            | Londrina        | A1/PR+C         | 0+16       | 2          | CB              | 0               | 0               |                    | -                  | -                  |             | -           | -           | 16     | 2      |        |
| 2016            | Londrina        | A1/PR+B         | 10+32      | 4+4        | CB              | 1               | 0               |                    | -                  | -                  |             | -           | -           | 43     | 8      |        |
| Totale Londrina | Totale Londrina | Totale Londrina | 58         | 10         |                 | 1               | 0               |                    | -                  | -                  |             | -           | -           | 59     | 10     |        |
| 2017            | Bahia           | PD/BA+A         | 10+36      | 1+3        | CB              | 2               | 0               |                    | -                  | -                  | CDN         | 12          | 1           | 60     | 5      |        |
| 2018            | Bahia           | PD/BA+A         | 12+3       | 3+0        | CB              | 0               | 0               | CS                 | 1                  | 0                  | CDN         | 7           | 2           | 23     | 5      |        |
| Totale carriera | Totale carriera | Totale carriera | 147        | 20         |                 | 9               | 0               |                    | 3                  | 0                  |             | 19          | 3           | 178    | 23     |        |

## Palmarès

### Competizioni statali
- Campionato paulista: 3

Palmeiras: 2022, 2023, 2024

### Competizioni nazionali
- Campionato brasiliano: 2

Palmeiras:  2022, 2023
- Supercoppa del Brasile: 2

Palmeiras: 2022, 2023

### Competizioni internazionali
- Coppa Libertadores: 1

Palmeiras: 2020, 2021
- Recopa Sudamericana: 1

Palmeiras 2022